# Pyrus hybrida
Pyrus hybrida là loài thực vật có hoa trong họ Hoa hồng. Loài này được (L.) Sm. miêu tả khoa học đầu tiên.